# ࢳ
ʿAyn trois points souscrits est une lettre additionnelle de l’alphabet arabe utilisée dans l’écriture du tamoul arwi. Elle est composée d’un ʿayn diacrité de trois points souscrits.

## Utilisation
En tamoul écrit avec l’arwi, ‹ ࢴ › représente une consonne nasale vélaire voisée [ŋ].